# Ameisengast
Als Ameisengast wird ein Tier (oft Insekt) bezeichnet, welches in den Bauten von Ameisen lebt und von den Ameisen dort auch geduldet wird. Dabei handelt es sich häufig um harmlose Kommensalen, einige Ameisengäste sind jedoch auch mehr oder weniger schädlich für die Kolonie. Ameisengäste können unterschiedlichsten Tiergruppen angehören. Meistens handelt es sich um Insekten, daneben leben jedoch auch verschiedene Milben und Webspinnen als Ameisengäste. Einige dieser Gäste leben nur zu bestimmten Entwicklungszeiten, etwa als Larve bei den Ameisen, andere dauerhaft. Einige der Gäste bieten den Ameisen Leckerbissen in Form von Drüsensekreten an, andere tarnen sich geruchlich und im Verhalten als Ameisen.

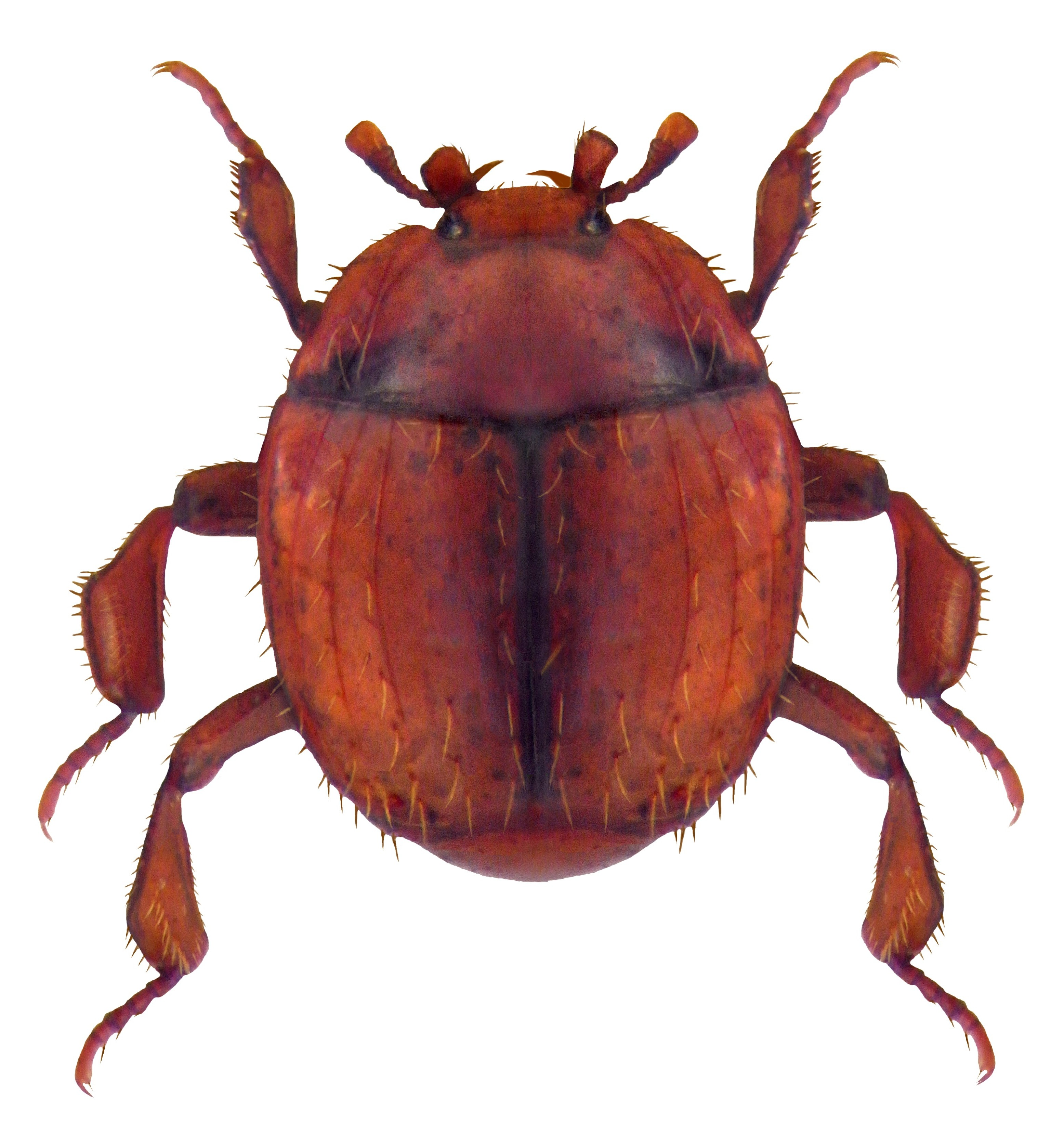
Der myrmekophile Stutzkäfer Hetaerius ferrugineus (Größe: 1,5–2,0 mm; Verbreitung: Europa)

## Formen des Zusammenlebens
Aufgrund der Art des Zusammenlebens unterscheidet man verschiedene Formen von Ameisengästen.

### Synechthrie oder Syllestium
Bei dieser Form des Zusammenlebens lebt der „Gast“ räuberisch unter seinen Beutetieren. Er ernährt sich von Ameisen, ihren Larven oder den Eiern der Tiere. Einige dieser Ameisengäste, wie etwa die Ameisenspinnen, tarnen sich als Ameisen und verhalten sich wie diese. Andere leben im Ameisenbau und werden von den Ameisen auch als Feinde erkannt und bekämpft, können sich jedoch durch einen dicken Schutzmantel vor Angriffen schützen wie etwa die Raupen einiger Bläulinge (Lycaenidae). Besonders schädlich für die Ameisenkolonie sind etwa die Kurzflügler Myrmedonia funesta bei der europäischen Glänzendschwarzen Holzameise.
Zum Beispiel tarnt sich die myrmekophile Springspinne Cosmophasis bitaeniata (Keyserling), indem sie den Geruch ihres Wirtes Oecophylla smaragdina durch die Abgabe gleichartiger Kohlenwasserstoffe imitiert. Cosmophasis bitaeniata nimmt die Larven aus den Mandibeln kleinerer Arbeiterinnen der Oecophylla smaragdina entgegen und frisst sie. Äußere Ähnlichkeit zwischen Cosmophasis bitaeniata und Oecophylla smaragdina besteht nicht.

### Synökie
Als Synökie wird in der Ökologie immer ein Zusammenleben mehrerer Arten bezeichnet, wobei sich diese gegenseitig nicht sonderlich beeinflussen. Entsprechend werden diese Ameisengäste in den Kolonien geduldet und sie schaden der Kolonie auch nicht oder nur sehr wenig, indem sie sich von den Nahrungsvorräten der „Gastgeber“ ernähren. Zu dieser Gruppe gehören verschiedene Arten der Springschwänze, Larven der Schwebfliegengattung Microdon oder die der Blattkäfergattung Clytra (wie Ameisen-Sackkäfer), Grillen der Gattung Myrmecophilus (z. B. Ameisengrille), Ameisenfischchen (Atelura) und die Kurzflügler der Gattung Dinarda. In der Peripherie der Kolonie leben außerdem häufig Larven der Rosenkäfer.

### Symphylie
Einige Ameisengäste werden von den Ameisen nicht nur ignoriert, sondern sogar beschützt und häufig auch gefüttert. Diese bieten ihren „Gastgebern“ häufig nahrhafte oder schmackhafte Drüsensekrete an. Zu diesen Ameisengästen zählen die Kurzflügler der Gattungen Lomechusa und Atemeles, Keulenkäfer der Gattung Claviger und die Raupen mancher Bläulinge (häufig nahe Verwandte der synechthrischen Arten, s. o.).

### Parasitismus
Unter den Ameisengästen gibt es außerdem einige Arten, die bei ihren Gastgebern parasitieren. Diese Form wird häufig allerdings nicht mehr unter der Bezeichnung Ameisengast gefasst.
Der Parasitismus beginnt mit weitgehend harmlosen Milben der Gattung Antennophorus, die auf den Ameisen verteilt sitzen und sie durch regelmäßige Reizungen zwingen, Nahrungstropfen auszuspucken, von denen sie sich ernähren. Die Milben der Art Laelops oophilus leben bei den Larven und lassen sich dort von den Arbeiterinnen füttern. Zahlreiche andere Milbenarten sind jedoch Blutsauger. Hinzu kommen Innenparasiten wie einige Larven von Schlupfwespen oder verschiedene Fadenwürmer, vor allem der Gattung Mermes sowie die Metacercarien des Kleinen Leberegels, die die Ameisen als zweiten Zwischenwirt nutzen.